# Korpiklaani
I Korpiklaani sono un gruppo musicale folk metal finlandese fondato a Lahti. Il gruppo era conosciuto fino al 2003 con il nome di Shaman. Il termine korpiklaani significa letteralmente "il clan della foresta".

## Storia del gruppo

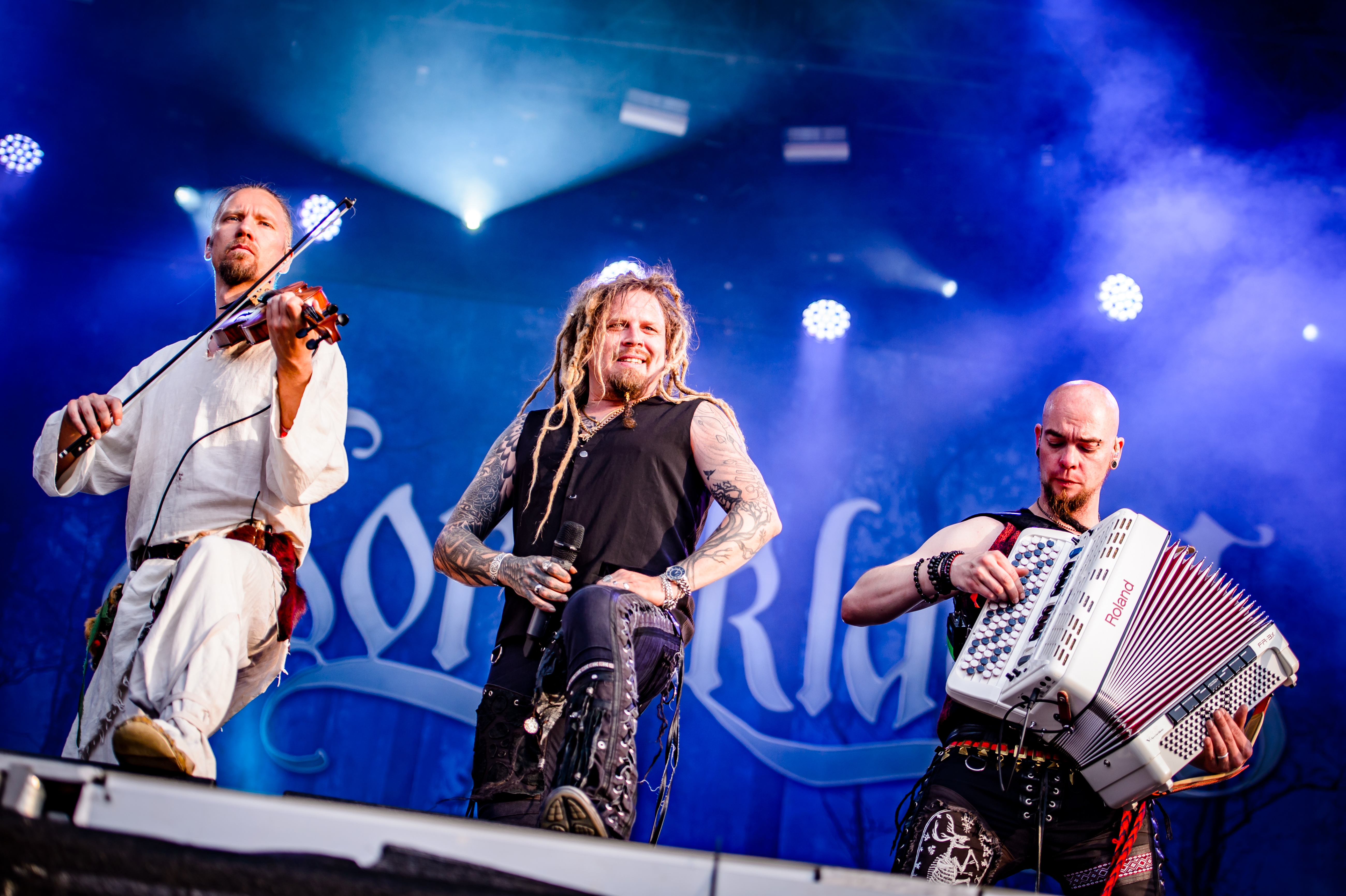
Tuomas Rounakari, Jonne Järvelä e Sami Perttula al Rockharz Open Air 2017

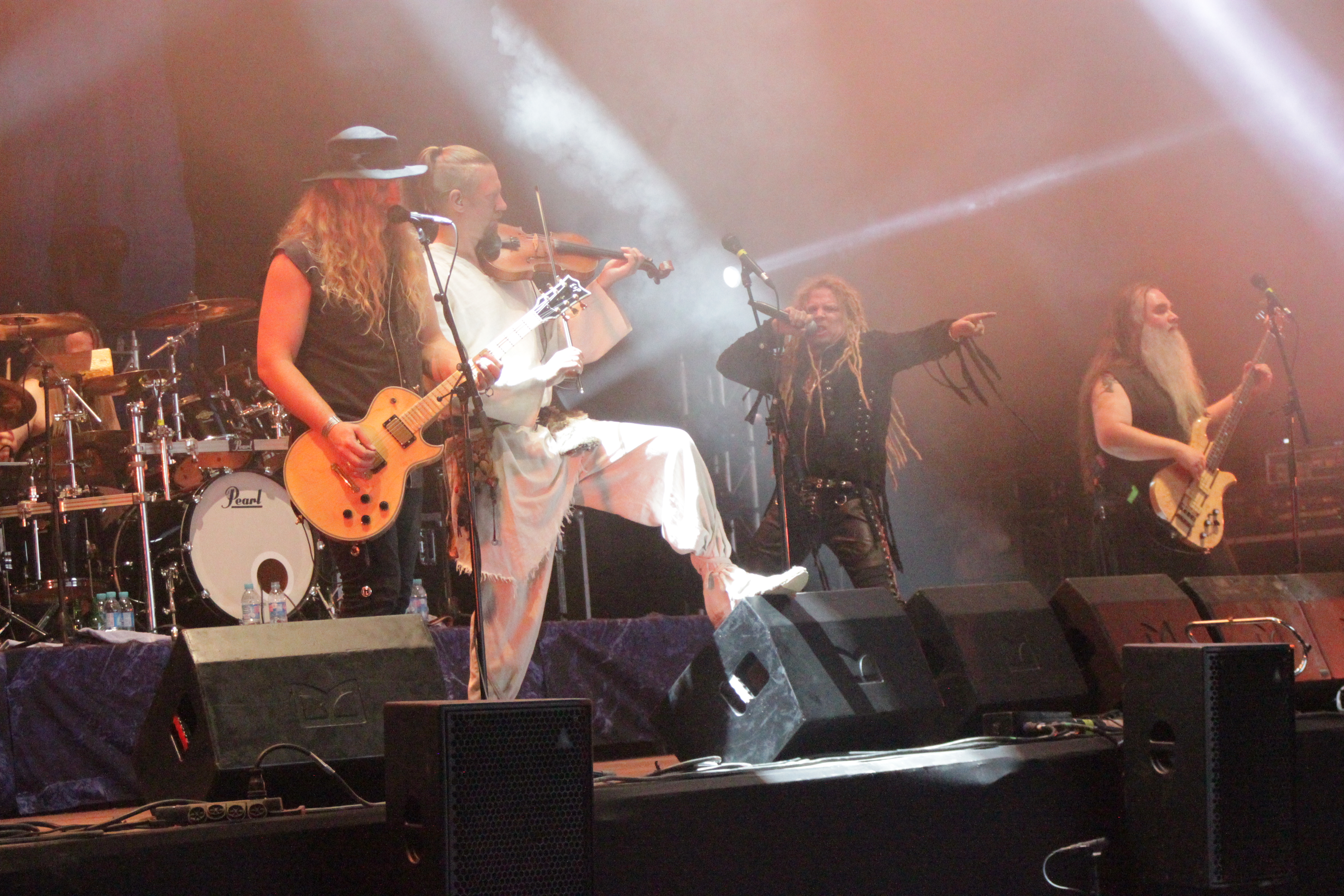
I Korpiklaani all'Hellfest 2016

Il cantante Jonne Järvelä, con l'idea di miscelare melodie folk finniche con sonorità metal, coinvolse nel progetto il violinista Jaakko Lemmetty (conosciuto con il soprannome di Hittavainen), il batterista Matti Johansson, il bassista Arto Tissari, il chitarrista Toni Honkanen e il percussionista Ali Määttä.
Ancora con il nome di Shaman, il gruppo pubblicò nel 1999 il primo album, Idja, e nel 2002 Shamániac. Nel 2003 uscì il terzo album, Spirit of the Forest, con il nuovo nome della band, l'attuale Korpiklaani. Le sonorità folk vengono fuse con la humppa, la danza tradizionale finlandese da cui attingono anche i Finntroll (con cui peraltro il cantante Jonne ha collaborato nell'album Jaktens Tid).
Due anni dopo viene pubblicato Voice of Wilderness, che include la canzone Beer Beer, rifacimento in inglese di Vuola lavlla, contenuta in Shamániac. Poco dopo l'uscita dell'album si aggiunge il secondo chitarrista Kalle "Cane" Savijärvi. Il quinto album dei Korpiklaani è Tales Along This Road, pubblicato nel marzo 2006. Nell'agosto dello stesso anno partecipano al Wacken Open Air.

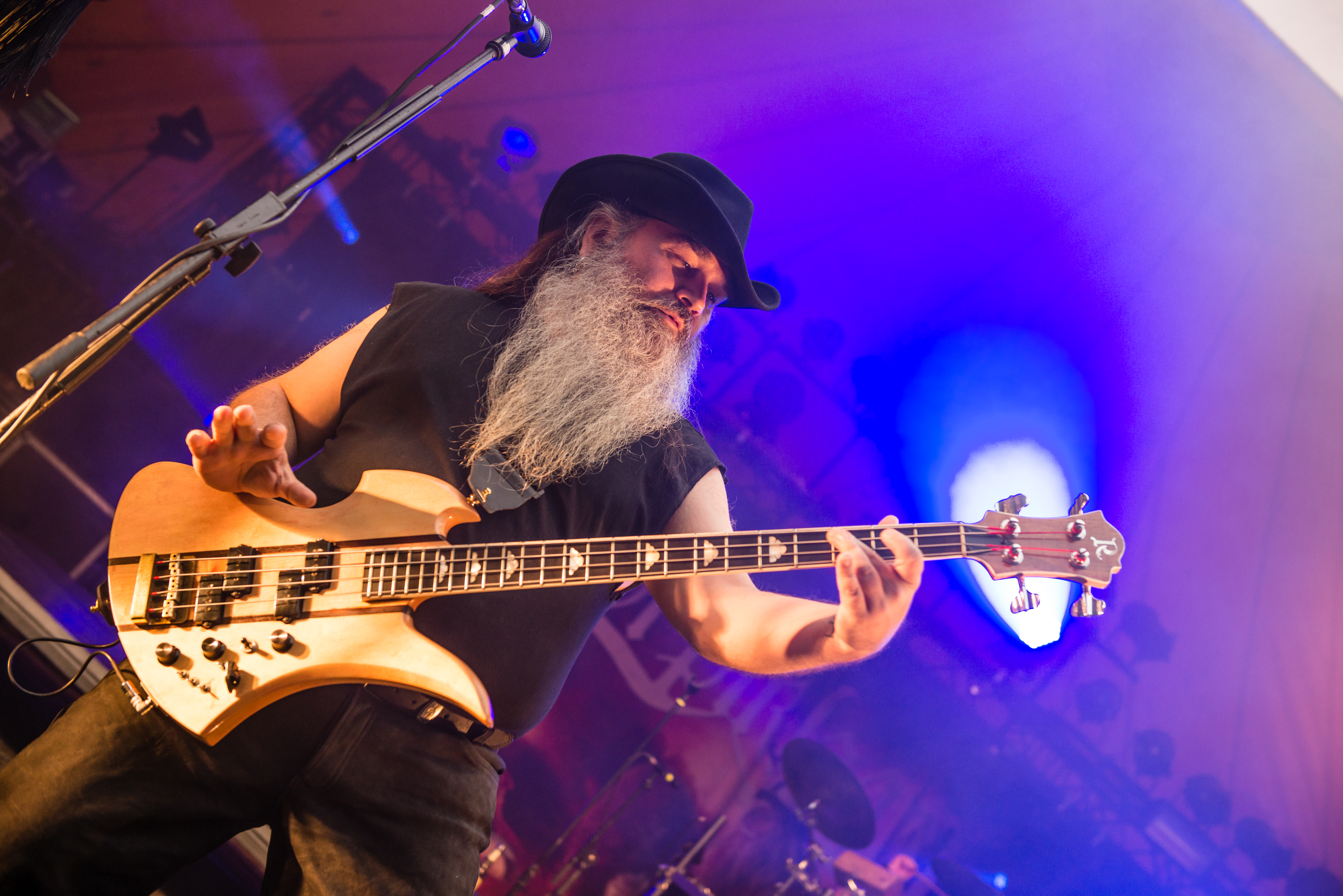
Jarkko Aaltonen al Feuertal 2014

Nel luglio 2007 è uscito il loro sesto album, Tervaskanto. Nel marzo 2008 viene pubblicato Korven Kuningas, dal quale viene estratto il singolo Keep on Galloping. Vengono inoltre pubblicati due videoclip, di Metsämies (il 17 gennaio 2008) e di Keep on Galloping (il 13 febbraio 2008).
Del 2009 è invece la pubblicazione dell'ottavo album Karkelo, dal quale è stato estratto il singolo Vodka. Nell'ottobre 2010 il gruppo ha preso parte ad un tour europeo con gli Eluveitie, che ha toccato Polonia, Slovacchia, Ungheria, Austria, Croazia, Repubblica Ceca, Italia, Francia, Germania, Spagna e Bulgaria. La band ha partecipato anche al 70000 Tons of Metal, crociera che si è tenuta a partire dal 24 al 29 gennaio 2011, partendo da Miami, Florida e terminando a Cozumel in Messico.
Il 4 febbraio 2011 è uscito l'album Ukon Wacka, composto da 11 canzoni tutte in finlandese, e vi appare come ospite il cantante Tuomari Nurmio. Nel disco è presente una canzone di tributo (Päät pois tai hirteen) al gruppo rock finlandese Peer Günt.
Nel settembre 2011 il violinista Jaakko "Hittavainen" Lemmetty lascia la band dopo otto anni per motivi di salute. Viene successivamente sostituito dal giovane talento finlandese Teemu Eerola, il quale però, solo dopo pochi mesi, abbandona anche lui la band perché non se la sente più di suonare nei concerti live. Verso la fine del 2011 esce il singolo Metsälle, contenente l'omonima canzone che farà parte del nuovo album Manala (che nel Kalevala è il regno dei morti), uscito il 3 agosto 2012. Intanto, nel febbraio 2012 e dopo un paio di mesi senza violinista, i Korpiklaani annunciano l'entrata nel gruppo del violinista finlandese Tuomas Rounakari, il quale li seguirà per i prossimi concerti e parteciperà alla composizione del nuovo album. L'album Manala contiene inoltre una interpretazione del brano popolare Ievan polkka.
Nel 2013 il fisarmonicista Juho Kauppinen lascia la band dopo nove anni, i motivi furono smettere di suonare la fisarmonica e partecipare ai live per potersi dedicare allo studio privato della chitarra; viene sostituito da Sami Perttula.

## Formazione

### Formazione attuale
- Jonne Järvelä - voce, chitarra
- Samuli Mikkonen - batteria
- Jarkko Aaltonen - basso
- Kalle "Cane" Savijärvi - chitarra
- Sami Perrtula - fisarmonica
- Tuomas Rounakari - violino

### Ex componenti
- Ali Määttä - percussioni nei primi due album
- Toni "Honka" Honkanen - chitarra nei primi due album
- Arto Tissari - basso nei primi due album
- Samu Ruotsalainen - sessione di batteria nel 2003
- Jaakko "Hittavainen" Lemmetty - violino, jouhikko, flauto fino al 2011
- Teemu Eerola - violino - per un breve periodo durante il 2011
- Juho Kauppinen - fisarmonica fino al 2013

## Discografia

### Come Shaman
- 1999 – Idja
- 2002 – Shamániac

### Come Korpiklaani
- 2003 – Spirit of the Forest
- 2005 – Voice of Wilderness
- 2006 – Tales Along This Road
- 2007 – Tervaskanto
- 2008 – Korven Kuningas
- 2009 – Karkelo
- 2011 – Ukon Wacka
- 2012 – Manala
- 2015 – Noita
- 2017 – Live at Masters of Rock
- 2018 – Kulkija[7]
- 2021 – Jylhä
- 2024 – Rankarumpu